# 森脇基恭
森脇 基恭（もりわき もとやす、1946年4月27日 - ）は、日本の自動車技術者、レーシングカーデザイナー、モータースポーツ解説者、ノバ・エンジニアリング技術部長および取締役副社長。東京都出身。成蹊大学工学部卒業。

## 略歴
1969年に成蹊大学工学部を卒業し、ホンダに入社、本田技術研究所に配属される。同期には元ホンダ社長の福井威夫、ホンダF1のプロジェクトリーダーからマクラーレン・フェラーリ・ザウバーのエンジニアに転身した後藤治らがいる。
1973年にホンダを退社して渡英。イギリスのレーシングカーコンストラクターであるGRD（Group Racing Development）社に入社。同社で日本人初のチーフデザイナーとなり多くのレーシング・マシンを生み出した。森脇のデザインによるGRDのF3マシンはイギリスをはじめとする欧州各国でチャンピオンマシンとなったほか、日本の富士GC向けに設計したGRD・S74は、1977年の生沢徹、1979年の中嶋悟により年間チャンピオンに輝いている。
1976年に帰国し、ホンダが台湾に設立した二輪の製造子会社で開発部長を務めつつ、F1日本グランプリ主催者の事務局次長としてグランプリの運営に携わる。またこのとき、TBSが担当した日本グランプリのテレビ中継にピットレポーターとして出演している。ちなみに1977年の日本グランプリ開催に当たっては、主催者である日本自動車連盟（JAF）の代理人としてF1の興行権を持つバーニー・エクレストンとの契約交渉に臨み、その巧みな交渉術から、契約完了後エクレストンに「よかったら自分の秘書にならないか」と誘われたという逸話がある。
1978年、GRD社時代の同僚である猪瀬良一に誘われる形でノバ・エンジニアリングに入社。以後ノバ・エンジニアリングの技術部長として、長谷見昌弘・星野一義・高橋国光らと組む形で全日本F2選手権や全日本耐久選手権などに参戦する。
1987年からフジテレビがF1のテレビ放映権を獲得し全戦中継を開始すると、当初は自身のスケジュールの許す数戦においてピットレポートを担当。1988年以降は解説者として不定期ながら現在まで中継に登場している。2000年代に入り今宮純や川井一仁らが原則としてCSのフジテレビONE TWO NEXTでのF1中継に回される中、片山右京、近藤真彦らと共に2011年の地上波中継終了までCSと地上波の両方で解説者を務めた。
森脇の下で日本のトップフォーミュラ（全日本F2→全日本F3000→フォーミュラ・ニッポン）にフルエントリーし、その後F1ドライバーとなった中にはステファン・ヨハンソン、ロベルト・モレノ、ハインツ＝ハラルド・フレンツェン、ペドロ・デ・ラ・ロサ、ラルフ・ファーマンらがおり、彼らの走るF1GPの解説を担当することもあった。
いちレースファンとしてセバスチャン・ベッテルのファンであると公言しており、彼の行動は見習うことが大いにあると語っている。
レース界を描いた漫画作品『Capeta』には、森脇の名前をもじったと思しき人物（竹森 基—ノア・モータースポーツ会長）が登場する。

## 著書
- F1グランプリ（1987年、新潮文庫）
- 世界一の考え方（2014年、三栄書房）

## 出演番組
- F1グランプリ（フジテレビ・フジテレビNEXT）
- F1GPニュース（フジテレビTWO）※開幕直前
- フォーミュラカー基礎講座（フジテレビ721）